# Lista dos deputados estaduais de Santa Catarina – 12.ª legislatura (1991–1995)
Lista dos deputados estaduais de Santa Catarina - 12ª legislatura (1991 — 1995).

## Composição das bancadas
| Partido | Líder                | Bancada | Posição  |
| ------- | -------------------- | ------- | -------- |
| PMDB    | Edinho Bez           | 11 / 40 | Oposição |
| PDS     | Reno Caramori        | 10 / 40 | Governo  |
| PFL     | Wittich Freitag      | 7 / 40  | Governo  |
| PT      | Milton Mendes        | 4 / 40  | Oposição |
| PRN     | Mário Cavallazzi     | 3 / 40  | Governo  |
| PDC     | Marcelo Rego         | 1 / 40  | Governo  |
| PL      | Antônio Ceron        | 1 / 40  | Governo  |
| PDT     | José Celso Bonatelli | 1 / 40  | Oposição |
| PCB     | Sérgio Grando        | 1 / 40  | Oposição |
| PSDB    | Nilton Fagundes      | 1 / 40  | Oposição |

## Deputados estaduais
| Número | Deputados estaduais eleitos | Partido | Votação | Percentual | Cidade onde nasceu | Unidade federativa |
| 11233  | Reno Caramori               | PDS     | 34.506  | 1,62%      | Getúlio Vargas     | Rio Grande do Sul  |
| 25120  | Wittich Freitag             | PFL     | 23.412  | 1,10%      | Blumenau           | Santa Catarina     |
| 15180  | Luiz Marini                 | PMDB    | 21.787  | 1,02%      | Concórdia          | Santa Catarina     |
| 11223  | Pedro Bittencourt Neto      | PDS     | 20.618  | 0,97%      | Florianópolis      | Santa Catarina     |
| 36222  | Mário Roberto Cavallazzi    | PRN     | 20.452  | 0,96%      | Florianópolis      | Santa Catarina     |
| 15140  | João Batista Matos          | PMDB    | 20.356  | 0,96%      | Ituporanga         | Santa Catarina     |
| 25255  | Sidney Pacheco              | PFL     | 19.594  | 0,92%      | Florianópolis      | Santa Catarina     |
| 11134  | Wilson Wan-Dall             | PDS     | 19.287  | 0,91%      | Gaspar             | Santa Catarina     |
| 15240  | Durval Vasel                | PMDB    | 19.169  | 0,90%      | Jaraguá do Sul     | Santa Catarina     |
| 25250  | Gervásio Maciel             | PFL     | 18.513  | 0,87%      | Palhoça            | Santa Catarina     |
| 11203  | Gilmar Knaesel              | PDS     | 18.155  | 0,85%      | Pomerode           | Santa Catarina     |
| 15115  | Arnaldo Schmitt Jr          | PMDB    | 17.108  | 0,80%      | Itajaí             | Santa Catarina     |
| 15210  | Rivaldo Macari              | PMDB    | 16.998  | 0,80%      | Rio de Janeiro     | Rio de Janeiro     |
| 15260  | Luiz Basso                  | PMDB    | 16.834  | 0,79%      | Flores da Cunha    | Rio Grande do Sul  |
| 25200  | Onofre Agostini             | PFL     | 16.532  | 0,78%      | Ipê                | Rio Grande do Sul  |
| 11123  | Udo Wagner                  | PDS     | 16.507  | 0,78%      | Guaramirim         | Santa Catarina     |
| 11211  | Otávio Gilson dos Santos    | PDS     | 15.695  | 0,74%      | Paulo Lopes        | Santa Catarina     |
| 15220  | Herneus de Nadal            | PMDB    | 15.587  | 0,73%      | Palmitos           | Santa Catarina     |
| 25202  | Joaquim Coelho Lemos        | PFL     | 15.404  | 0,72%      | Itajubá            | Minas Gerais       |
| 25111  | Júlio Garcia                | PFL     | 15.307  | 0,72%      | Florianópolis      | Santa Catarina     |
| 17101  | Marcelo Rego                | PDC     | 14.266  | 0,67%      | Rio de Janeiro     | Rio de Janeiro     |
| 25225  | Arnoldo Rinnert             | PFL     | 14.258  | 0,67%      | Trombudo Central   | Santa Catarina     |
| 11121  | José Zeferino Pedroso       | PDS     | 14.078  | 0,66%      | Campos Novos       | Santa Catarina     |
| 11266  | Gervásio Maciel             | PDS     | 13.676  | 0,64%      | Palhoça            | Santa Catarina     |
| 11290  | Cairu Hack                  | PDS     | 13.524  | 0,64%      | Pato Branco        | Paraná             |
| 15221  | Miguel Ximenes Filho        | PMDB    | 13.232  | 0,62%      | Tubarão            | Santa Catarina     |
| 22200  | Antônio Ceron               | PL      | 12.520  | 0,59%      | Tangará            | Santa Catarina     |
| 36123  | Ivan Ranzolin               | PDS     | 12.518  | 0,59%      | Lages              | Santa Catarina     |
| 11165  | Leodegar Tiscoski           | PDS     | 12.045  | 0,57%      | Sombrio            | Santa Catarina     |
| 15157  | Manoel Mota                 | PMDB    | 12.019  | 0,56%      | Araranguá          | Santa Catarina     |
| 15104  | Edinho Bez                  | PMDB    | 11.712  | 0,55%      | Gravatal           | Santa Catarina     |
| 15170  | Lírio Rosso                 | PMDB    | 11.642  | 0,55%      | Criciúma           | Santa Catarina     |
| 36110  | Jair Silveira               | PRN     | 11.008  | 0,52%      | Antônio Carlos     | Santa Catarina     |
| 12250  | José Celso Bonatelli        | PDT     | 10.010  | 0,47%      | Bariri             | São Paulo          |
| 23222  | Sérgio Grando               | PCB     | 8.748   | 0,41%      | Veranópolis        | Rio Grande do Sul  |
| 13110  | Idelvino Furlanetto         | PT      | 8.720   | 0,41%      | Lagoa Vermelha     | Rio Grande do Sul  |
| 45160  | Nilton Fagundes             | PSDB    | 7.361   | 0,35%      | Tijucas            | Santa Catarina     |
| 13211  | Vilson Santin               | PT      | 7.141   | 0,34%      | Xanxerê            | Santa Catarina     |
| 13222  | Afonso Spaniol              | PT      | 6.572   | 0,31%      | Itapiranga         | Santa Catarina     |
| 13235  | Milton Mendes               | PT      | 6.285   | 0,30%      | Laguna             | Santa Catarina     |